# 董大功
董大功（？—？），中國清朝武官官員，本籍盛京。行伍出身的董大功於1701年（康熙40年）奉旨接替張憲載，於台灣地區擔任台灣水師協副將。而隸屬台灣鎮之下的此官職是台灣清治時期中的這階段，全台灣的海防軍事層級最高武將，其統帥三營兵力，約數千名水師兵勇。
| 前任： 張憲載 | 台灣水師協副將 1701年上任 | 繼任： 張應金 |